# Kaigas-Eiszeit
Die Kaigas-Eiszeit war eine sehr frühe, aber bisher wissenschaftlich wenig bestätigte Eiszeit im erdgeschichtlichen Zeitalter des Cryogeniums. Namensgebend für diese Eiszeit war die Kaigas-Formation in Namibia. Sie gilt als die älteste der großen Vereisungen in der Ära des Neoproterozoikums. Angaben über die zeitliche Lage, welche in einem Zeitraum von vor 780 bis 735 Millionen Jahren vermutet wird, als auch das Ausmaß dieser Eiszeit sind mit recht großer Unsicherheit behaftet. Hinweise auf diese Eiszeit fanden sich in eiszeitlichen Ablagerungen aus Namibia, Brasilien und China, jedoch nicht in zahlreichen anderen Fundstätten eiszeitlicher Ablagerungen des Neoproterozoikums. Daher wird vermutet, dass die Kaigas-Eiszeit im Gegensatz zur Sturtischen und Marinoischen Eiszeit nicht global war.